# El Portal (Californië)
El Portal is een gemeentevrij dorp en census-designated place in de Amerikaanse staat Californië, meer bepaald in Mariposa County. Het ligt op 591 meter hoogte, aan de California State Route 140 bij de Merced-rivier.
In het dorp zijn diverse faciliteiten van Yosemite National Park te vinden. Het was vroeger het eindpunt van de Yosemite Valley Railroad bij de ingang van het park, waar ook de naam El Portal (Spaans voor De Poort) van afgeleid is.